# Gan Jiang
Gan Jiang (chiń. upr. 赣江; chiń. trad. 贛江; pinyin Gàn Jiāng) – rzeka we wschodnich Chinach, największa w prowincji Jiangxi. Jej źródła znajdują się w górach Luoxiao Shan. Długość rzeki wynosi 885 km. Uchodzi do Poyang Hu połączonego z Jangcy, tworząc rozległą deltę.